# Jorge Vercillo
Jorge Luiz Sant'anna Vercillo (Río de Janeiro, 11 de octubre de 1968) es un cantante, compositor y multiinstrumentista brasileño. Con más de 30 años de carrera, Vercillo se ha convertido en uno de los nombres más importantes de la MPB. Ganó un disco de diamantes, además de ganar dos Grammy Latinos, 2009 y 2010, y ser nominado dos veces más, 2012 y 2013.
Vercillo también tiene el récord de temas de telenovela en TV Globo, con 23 canciones. Es considerado un creador de éxitos brasileño, con más de 20 canciones (de 1999 a 2019) en lo más alto de Brasil en el segmento adulto y popular, habiendo vendido alrededor de 4,5 millones de copias en su carrera. Así, en el año 2000, la tercera canción más sonada en el país en las radios fue el tema Final Feliz, del tercer disco de Vercillo, Leve. En 2002, la canción más interpretada en el país fue el tema Que Nem Maré, del famoso álbum Elo, que fue el segundo álbum más vendido de 2002 en el país con 1,5 millones de copias vendidas en un momento delicado para la industria brasileña. disco fonográfico, editado por el sello EMI Music. Posteriormente en 2003 y 2004, Vercillo continuó en lo más alto de las listas con su álbum Livre, con temas como: Monalisa, sencillo que nuevamente alcanzó la cima de las listas en Brasil, y Contraste. Desde entonces, el protagonismo de Vercillo siguió aumentando en los años siguientes con los discos “Signo de ar”, sumando a los éxitos de Vercillo el sencillo que da nombre al disco, así como los temas Melhor Lugar y Ciclo, este último como tema principal. tema de la telenovela A Lua Me Disse, de TV Globo. Las pistas se reprodujeron ampliamente en estaciones de radio de todo Brasil en 2005 y 2006, lo que dio lugar al proyecto "Jorge Vercillo Ao Vvo 2006" (uno de los DVD de canciones nacionales más vendidos del año con 250.000 copias vendidas). Luego, en 2007, Vercillo lanzó el disco “Todos Nós Somos Um”, dando rienda suelta a un nuevo sonido de estudio, ganando un Grammy por Mejor Álbum MPB, con gran acogida de crítica. Este álbum contiene el tema Ela Une Todas como Graças, una canción importante en la carrera de Vercillo, siendo uno de los temas principales de la telenovela Caras & Bocas, de la Rede Globo, y sorprendentemente siendo la canción más interpretada en bodas en todo Brasil.
Desde entonces, Vercillo ha lanzado seis álbumes y dos DVD en vivo. En cada álbum, Vercillo anotó sucesivos éxitos nacionales, interpretados en estaciones de radio de todo Brasil. Ya fueron grabados tanto por nuevos exponentes como por grandes nombres de la música brasileña, como Ana Carolina, Maria Bethânia, Caetano Veloso, Buchecha, Chrystian & Ralf, Claudia Leitte, Luiza Possi, Belo, Jorge Aragão, entre otros.

## Biografía y Carrera

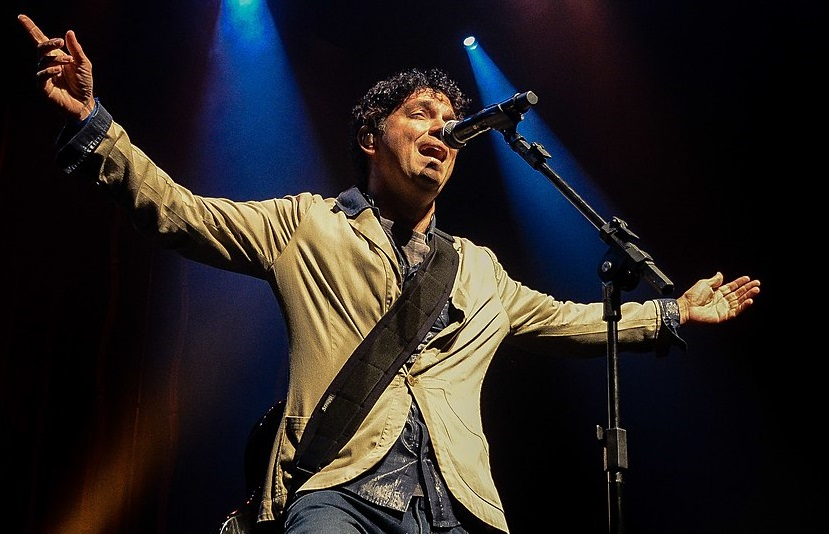
Jorge Vercilo

Se graduó en periodismo, pero nunca llegó a ejercer la profesión. Comenzó a cantar a los 16 años, animado por su tía Lêda Barbosa, después de haber sido "desviado" de un entrenamiento de fútbol en el Clube de Regatas do Flamengo, por una cinta de casete que contenía canciones de Djavan. Inició su carrera artística a los dieciséis años, tocando en bares. En 1989 participó en el Festival Internacional de Trovadores (INTROVESTCUR), en Curaçao, alcanzando el primer lugar con la canción "Alegre", de su propia autoría, recibiendo además el premio a mejor intérprete. Al año siguiente, volvió a participar en el festival y ganó con la canción "No bay", en lengua nativa.
En 1993, tuvo la oportunidad de grabar su álbum debut, Encontro das Águas (Continental), producido por Renato Corrêa. El álbum fue bien recibido y dos canciones del repertorio se convirtieron en éxitos de radio; "Encontro das Águas", que formó parte de la banda sonora de la telenovela Mulheres de Areia, y "Praia Nua", de la telenovela Tropicaliente, ambas de TV Globo. Mecido por la buena repercusión de su disco debut, Jorge Vercillo lanzó el CD "Em Tudo que É Belo" (Continental), en 1996, trayendo experimentos y fusiones con la World Music. Con este álbum fue nominado al Premio Sharp de 1997 en la categoría de Mejor Cantante Pop. En 1998, dejó el sello Continental y lanzó de forma independiente el álbum Leve (1999). El disco trajo "Final Feliz", una canción propia, grabada a dúo con Djavan. La canción tuvo repercusión inmediata en las estaciones de radio de todo el país y fue reinterpretada por Caetano Veloso y Alexandre Pires, grabada en el DVD en vivo por el grupo Só Pra Contrariar. El éxito de "Final Feliz" se extiende a lo largo del año 2000, y llevó al cantante y compositor a subir al escenario de Canecão, Río de Janeiro, también de forma independiente. La repercusión de una sola presentación en una sala de conciertos abarrotada llamó la atención de varios ejecutivos de discográficas multinacionales. También en 2000, Jorge Vercillo participó del Festival de Música Brasileña de TV Globo y firmó con el sello EMI Music, que relanzó el álbum Leve, a fines del mismo año. El álbum también arrojó los éxitos "Leve", "Avesso" y "Em Órbita".
En 2002, Jorge Vercillo lanzó Elo, un disco que vendió más de 250.000 copias en un momento delicado para la industria musical. El álbum presenta nuevos éxitos para el compositor, como "Que nem Maré" (la canción más tocada en las estaciones de radio de todo el país ese año), "Homem-Aranha" (uno de los mayores éxitos de la carrera del compositor) y "Fênix ". Este último, creado en sociedad con Flávio Venturini, fue el tema de la miniserie A Casa das Sete Mulheres, en TV Globo. Todavía en el repertorio de este álbum, la canción "O Reino das Águas Claras", fue el tema de la nueva versión del programa infantil Sítio do Pica-Pau Amarelo. En 2003, otra canción del músico ocupó los primeros puestos de las emisoras de radio del país. "Encontro das Águas", grabado en dúo con Jorge Aragão, formó parte del CD y DVD Jorge Aragão Convida - Ao Vivo. A fines del mismo año, Jorge Vercillo lanza su quinto trabajo autoral, el CD y DVD Livre, que tiene en su repertorio la canción "Monalisa", otro éxito en la radio. En 2004, junto a otros grandes nombres de la música popular brasileña, Vercillo estuvo presente en la grabación del himno del proyecto "Fome Zero". Ese año también participó en los DVD en directo de Ivan Lins (Guarde nos Olhos) y Pepeu Gomes (Deusa do Amor), y conoció a Marcos Valle, con quien llegó a componer el tema "Pela Ciclovia", un éxito en la voz. de Leila Pinheiro. En 2005 lanzó Signo de Ar, disco que inauguró nuevas alianzas entre Jorge Vercillo y nombres como Ana Carolina, Nico Rezende, Torcuato Mariano y Dudu Falcão. Este último, compañero en la canción "Ciclo", tema de la telenovela A Lua Me Disse, de TV Globo.
En 2006 recibió el Premio Tim en la categoría de Mejor Cantante por Voto Popular. En el mismo año, lanzó su primer DVD, Jorge Vercillo Ao Vivo. El proyecto, una colección de sus mayores éxitos, también cuenta con la participación especial de los socios Ana Carolina, Marcos Valle y Leila Pinheiro. En 2007, Jorge Vercillo, una vez más, recibió el Premio TIM en la categoría de Mejor Cantante por Voto Popular. En el mismo año, participó en Coisa de Jorge, CD y DVD lanzado por EMI Music en un espectáculo de homenaje a São Jorge, que reunió a "Jorges", Vercillo, Jorge Ben Jor, Jorge Mautner y Jorge Aragão, el 23 de abril, en la playa de Copacabana. Entre las nuevas canciones del proyecto, la canción "Líder dos Templários" (compuesta por Jorge Vercillo, Jorge Benjor y Jorge Aragão), un canto de fe al santo devoto, fue un éxito en la radio. Todos Somos Um, se estrenó en noviembre de 2007. El séptimo trabajo original de Jorge Vercillo tuvo buena repercusión de la crítica especializada. El disco, que marca una renovación en la propuesta musical del artista, trajo los conocidos diseños melódicos de Vercillo, esta vez más cerca del universo musical brasileño, en ritmos como la samba, el xote, la toada y la bossa nova. El disco trajo importantes colaboraciones entre el compositor y Fátima Guedes, Marcos Valle, Paulo César Feital, entre otros. Elegido como primer sencillo del álbum, la canción Ela Une Tudo as Suas (una asociación con Jota Maranhão), fue un éxito en la radio. La canción formó parte de la banda sonora de Duas Caras, una telenovela de las 9 de la noche en TV Globo. Aún del álbum Todos Nós Somos Um, la balada "Deve Ser" (Jorge Vercillo/Dudu Falcão) fue elegida para la banda sonora del serial Viver a Vida, de Manoel Carlos.
El CD y DVD Trem da Minha Vida fue lanzado en marzo de 2009 por EMI Music. El proyecto trajo una grabación en vivo de dos noches en Canecão, Río de Janeiro (31 de octubre y 1 de noviembre de 2008), además de algunos de los éxitos de la carrera del artista. A fines de 2009, el cantante se separó amigablemente de EMI Music. En enero de 2010, firmó un contrato con Sony Music/Day 1, que lanzó D.N.A en abril del mismo año, el octavo álbum original de Vercillo. El álbum tuvo como primer sencillo la canción «Me transformo em luar», que luego ganó una versión en español, creada por el cantante y compositor argentino Pedro Aznar, y la balada firmada en sociedad con Dudu Falcão, Deve Ser, integró la banda sonora de la telenovela. ópera Viver a Vida, de Manoel Carlos, de TV Globo. El álbum también contó con canciones como "Arco-Íris", un éxito en las estaciones de radio de todo Brasil y Há de Ser, que contó con la participación especial de Milton Nascimento. El ADN realizó una gira por todo Brasil y finalizó el 2 de julio de 2011 en el escenario de Vivo Rio, en Río de Janeiro. En ese momento, Jorge ya estaba produciendo, junto con André Neiva (bajista y productor musical), su noveno álbum inédito Como Diria Blavatsky.
Con el nuevo álbum, que llegó a las tiendas en octubre de 2011, Vercillo inició una nueva etapa en su carrera, editando el disco en su propio sello, Leve, con distribución a cargo de Posto 9 cancao/MicroService. Sensível Demais fue un canto de amor inédito en la voz de la cantante. Escrita por Vercillo, Sensível Demais fue lanzada por el dúo Chrystian & Ralf en 1998 y regrabada por Maria Bethânia en 2005. "Memória do Prazer", la primera canción compuesta en sociedad con su esposa Gabriela Vercillo, forma parte de la banda sonora de la telenovela Fina Estampa, de TV Globo. La canción, que cuenta con la participación especial de Ninah Jo y forma parte del repertorio de CD D.N.A., ingresó como bonus en el nuevo disco. Vercillo fue elegido para cantar en la inauguración del Festival Brasil, que se llevó a cabo en Ámsterdam durante los meses de octubre y noviembre de 2011. Actuó el 3 de octubre de 2011, dando inicio al megaevento que celebró la cultura brasileña en la ciudad holandesa. Jorge Vercillo estrenó su gira Como Diria Blavatsky, en Río de Janeiro, el 29 de octubre de 2011, en el HSBC Arena y continuó de gira por todo el país.
En su primera gira europea, que tuvo lugar en 2012, actuó en salas de jazz de cuatro países.
En 2013, Vercillo fue nominado al Grammy Latino al Mejor Álbum de Música Popular Brasileña con Luar de Sol. Grabó el DVD y CD Luar de Sol en Fortaleza en el Teatro José de Alencar y fue dirigido por Darci Burger y producido por Jorge Vercillo y André Neiva.
En 2014, lanzó el proyecto Extra Físico a través de su sello Leve Produções, donde cada tres meses lanzaba una nueva canción para plataformas digitales. Este proyecto se completó a fines de 2014 con el CD Vida é Arte, con producción musical de Jorge Vercillo y André Neiva, también con el sello LProduções. Paralelamente a Vida é Arte, en 2014 Vercillo estrenó la gira Jorge Vercillo 20 Anos, con 24 exitosas canciones de su trayectoria en el repertorio.
En 2019, Jorge se casó con la doctora biomédica y fanática de su trabajo, Martha Suarez, en una elegante fiesta en Itapuã, Salvador. El evento llamó la atención por detalles inusuales, como la elección de la ufóloga Mônica de Medeiros para realizar parte de la ceremonia. El cantor recibió a su novia en el altar con el canto indio de Itapuã. La pareja también optó por sustituir la lista de regalos por peticiones de donaciones para las víctimas del ciclón Idai, ocurrido el mismo año, que azotó a Mozambique, Malawi y Zimbabue y dejó más de 800 muertos.

## Compositores Unidos
El 5 de enero de 2013, el artista inició un proyecto en sociedad con Dudu Falcão y Canal Brasil, titulado Compositores Unidos.
Grabado en casa de Jorge Vercillo, creador del proyecto junto a Dudu Falcão, el ciclo presenta ocho encuentros a modo de velada entre un grupo de músicos que se juntan para intercambiar ideas y cantar. La producción de Canal Brasil está en sociedad con B2 Produções y está dirigida por Darcy Burger.
Cada programa trae una selección de invitados: Roberto Menescal, Chiara Civello, Angela Ro Ro, Verônica Sabino, Jorge Aragão, Flávio Venturini, Leny Andrade, Altay Veloso, Fátima Guedes, Gabriel Moura, Max Viana, Antonio Villeroy, Ninah Jo, Claudio Cartier, Nico Rezende, Luiza Possi, Marina Machado, Ive, entre otros, están presentes en la atracción. El guion, compuesto e interpretado por Villeroy, es la canción de apertura.
Para el repertorio, entre otros, Nada a Perder, de Lenine y Dudu Falcão; O Barquinho, clásico de Menescal y Ronaldo Bôscoli; Como diría Blavatsky, de Jorge Vercillo; Todo Sentimento, resultado de una sociedad entre Cristovão Bastos y Chico Buarque; Condenados, de Fátima Guedes; Além de Mim, creado por Jorge Aragão y Nilton Barros; y Noites com Sol, de Flávio Venturini y Ronaldo Bastos.

## Discografía
- 1994 - Encontro das Águas (20.000)

- 1996 - Em Tudo que É Belo (20.000)
- 2000 - Leve (100.000)
- 2002 - Elo 1.500.000
- 2003 - Livre (500.000)
- 2003 - Perfil (250.000)
- 2005 - Signo de Ar (150.000)
- 2006 - Warner 30 anos: Jorge Vercillo (150.000)
- 2007 - Coisa de Jorge (em conjunto com Jorge Aragão, Jorge Ben Jor e Jorge Mautner) (50.000)
- 2007 - Todos Nós Somos Um (100.000)
- 2009 - Trem da Minha Vida (90.000)
- 2010 - DNA (20.000)
- 2011 - Como Diria Blavatsky (60.000)
- 2013 - Luar de Sol (40.000)
- 2015 - Vida é Arte (20.000)
- 2019 - Nas Minhas Mãos

DVDs
- 2003 - Livre
- 2006 - Jorge Vercillo ao Vivo
- 2007 - Coisa de Jorge (em conjunto com Jorge Aragão, Jorge Ben Jor e Jorge Mautner)
- 2009 - Trem da Minha Vida
- 2013 - Luar de Sol (40.000)
- 2015 - Vida é Arte (20.000)[13]
- 2019 - Nas Minhas Mãos[14]

DVDs
- 2003 - Livre
- 2006 - Jorge Vercillo ao Vivo
- 2007 - Coisa de Jorge (em conjunto com Jorge Aragão, Jorge Ben Jor e Jorge Mautner)
- 2009 - Trem da Minha Vida

## Temas de telenovelas y miniseries
- 2017 - Vida é arte - Tema da novela Tempo de Amar

- 2014 - Sensível Demais - tema de Vitória
- 2013 - Face de Narciso - tema da novela Flor do Caribe
- 2011 - Memória do Prazer - Part. Esp.: Ninah Jo, tema da novela Fina Estampa
- 2009 - Deve Ser - tema da novela Viver a Vida
- 2008 - Devaneio - tema da novela Negócio da China
- 2007 - Ela Une Todas as Coisas - tema da novela Duas Caras
- 2007 - Você é tudo - tema da novela Maria Esperança
- 2007 - Luz do Sol - tema da novela Luz do Sol
- 2005 - Ciclo - tema da novela A Lua Me Disse
- 2003 - Fênix - tema da minissérie A Casa das Sete Mulheres
- 2001 - O Reino das Águas Claras - tema do especial Sítio do Picapau Amarelo
- 1997 - O Infinito Amor - tema da novela A Indomada
- 1996 - Raios da Manhã - tema da novela O Fim do Mundo
- 1995 - Um Segredo e Um Amor (Secret Love) - tema da novela Cara & Coroa
- 1994 - Praia Nua - tema da novela Tropicaliente